# فرانك يونغ
فرانك يونغ هو مجدف كندي، ولد في 5 أغسطس 1929 في تورونتو في كندا، وتوفي في 18 أكتوبر 2018.

## وصلات خارجية
- فرانك يونغ على موقع الاتحاد الدولي للتجديف (الإنجليزية)
- فرانك يونغ على موقع أوليمبيديا (الإنجليزية)